# Sakana AI
Sakana AI株式会社（サカナエーアイ）は、日本のIT企業。

## 概要
研究者のデビッド・ハ（David Ha）、ライオン・ジョーンズ（Llion Jones）、および、外務官僚だった伊藤錬により設立されたIT企業である。東京都港区西新橋に本店を置き、優れた人工知能の開発を目指している。
創業から1年以内に企業価値が約11億ドルを超える見通しとなり、日本史上最速でのユニコーン達成と報じられた。

## 沿革
創業者のデビッド・ハはグーグルを経てスタビリティーAIに勤めていたが、職務が管理中心となってしまったことから、再び研究に注力したいと考えていた。一方、創業者のライオン・ジョーンズもグーグルに勤め、他の同僚らと論文『Attention Is All You Need』の執筆に参加していたが、労働時間の2割しか研究に割けない現状に不満を感じ、全ての時間を研究に投入したいと考えていた。
そこで、ハとジョーンズは研究に没頭できる環境を整えるため、自身の会社を起ち上げることを決意した。こうして2023年（令和5年）7月にSakana AIが設立された。ハが最高経営責任者に就任し、ジョーンズが最高技術責任者、伊藤錬が最高執行責任者に就いた。
2024年（令和6年）1月には、コースラベンチャーズやラックスキャピタルの主導の下で約45億円を調達した。日本からはNTTグループ、ソニーグループ、KDDIなどが出資に応じており、日本国内ではNTTグループが筆頭株主となっている。さらにはニューエンタープライズアソシエイツ、コースラベンチャーズ、ラックスキャピタルから約1億2500万ドルの調達を目指しており、日本史上最速でユニコーンを達成した企業と目されている。同年9月4日にはNVIDIAなど複数の投資家から合わせて200億円を調達することを発表した。

## 特徴
技術開発
大規模言語モデル（LLM）を生成する技術の開発に取り組んでいる。異なる特徴を持つ複数の小規模な人工知能を組み合わせることで、より優れた人工知能を開発することを目指している。この手法を用いることで従来よりも短期間かつ効率的に開発できるとしている。社名の由来に擬えて「小さな魚が集まって一匹の大魚のように泳ぐ物語『スイミー』に似た発想の新技術」とも報じられた。
勤務形態
従業員は基本的にオフィスへの出社を求められている。単なる定型業務に従事するわけではないためリモートワークのみで成果を出すのは難しく、対面でのコラボレーションが必要だとしている。
創業地
共同創業者のデビッド・ハは、人工知能の研究開発拠点がアメリカ合衆国のサンフランシスコ周辺と中華人民共和国の北京に集中している点に懸念を示しており「少数の企業や政府によって支配されるのは、世界にとって健全ではなく、私たちはこれを望みません」としている。そのうえで、Sakana AIを日本で創業した理由について「アメリカと中国の間に位置しているのが日本であり、地政学的にも経済的にも、日本が技術開発の分野でより重要になる」としている。

## 技術
AIコンステレーション
AIコンステレーションという複数の小型AIを連携させ、効率的かつサステナブルに動作させるアーキテクチャも研究している。このアプローチは、大規模AIモデルの高い計算コストや電力消費を低減し、複雑な社会課題を解決することを目指している。
進化的モデルマージ
進化的アルゴリズムを使用したモデルマージ技術を開発しており、異なるアーキテクチャのAIモデルを組み合わせて高性能な生成AIモデルを作成することができる。この技術は、英語と日本語の異なるモデルを融合させることで、日本語対応の言語モデル「EvoLLM-JP」、画像に対して日本語で応答するモデル「EvoVLM-JP」、画像生成モデル「EvoSDXL-JP」などが開発されている。
AIサイエンティスト（The AI Scientist）
AIサイエンティストは、科学研究の自動化を目指している。このシステムは、大規模言語モデルを活用して、新しい研究アイデアの生成、コードの記述、実験の実行、論文の執筆までを一貫して行うことが可能である。
Transformer²
Transformer²は、自己適応型のLLMであり、動的なパラメータ調整機構により、タスクに応じた最適な応答を生成する。これにより、従来のLLMに比べ再学習の負荷が大幅に低減され、リアルタイムな適応が可能となる
CycleQD
CycleQDは、進化的アルゴリズムと品質多様性（Quality Diversity）の概念に基づき、複数のLLMエージェントを生成・進化させる技術である。各エージェントが独自の専門性を保持しながら協調してタスクを遂行する生涯学習型AIシステムの実現を目指す
TAID
TAIDは、LLMの知識を小規模言語モデル（SLM）に効率的に転移するための新しい知識蒸留手法である。生徒モデルの学習進度に合わせて教師モデルを段階的に変化させることで、効果的な知識転移を実現する。この手法を用いて開発された日本語SLM「TinySwallow-1.5B」は、同規模のモデルの中で最高性能を達成している。

## 名称
正式な社名は「Sakana AI株式会社」であり、法人号以外は全てアルファベット表記である。報道などでは「サカナAI」と片仮名交じりで表記されることもある。「Sakana」は日本語の「魚」を意味しており、魚の群れなど自然界の生物に着想を得た人工知能を開発したいとの思いを込めたものである。小規模な人工知能を組み合わせて高度な人工知能をつくることを、小魚が魚群を形成することに見立てたものである。